# Бигс (Калифорнија)
Бигс (енгл. Biggs) град је у америчкој савезној држави Калифорнија. По попису становништва из 2010. у њему је живело 1.707 становника.

## Демографија
Према попису становништва из 2010. у граду је живело 1.707 становника, што је 86 (4,8%) становника мање него 2000. године.
| Група             | 2000.         | 2010.         |
| Белци             | 1.214 (67,7%) | 1.033 (60,5%) |
| Афроамериканци    | 8 (0,4%)      | 11 (0,6%)     |
| Азијати           | 15 (0,8%)     | 9 (0,5%)      |
| Хиспаноамериканци | 494 (27,6%)   | 580 (34,0%)   |
| Укупно            | 1.793         | 1.707         |